# Arthur Henrique
Arthur Henrique Brandão Machado (Boa Vista, 19 de agosto de 1981) mais conhecido como Arthur Henrique é um servidor público e político brasileiro filiado ao Movimento Democrático Brasileiro. Foi vice-prefeito, secretário municipal e é o atual prefeito de Boa Vista, capital do estado de Roraima, eleito em 2020 e reeleito em 2024 para um novo mandato.

## Vida pessoal
Trabalhou nas multinacionais Siemens e na Capgemini. É casado com a dentista Nathália Cortez, mãe de suas 4 filhas.

## Carreira política

### Vice-prefeito de Boa Vista (2017-2020)
Em 2016 concorreu ao cargo de vice-prefeito de Boa Vista na chapa encabeçada pela então prefeita Teresa Surita (PMDB) que tentava a reeleição, Teresa e Arthur alcançaram a vitória em turno único com 121.148 votos válidos, que representavam 79,39% da totalidade dos votos.
Ambos tomaram posse no dia 1.º de janeiro de 2017 no auditório das Faculdades Cathedral, em Boa Vista.

### Secretário Municipal de Educação e Cultura de Boa Vista (2019-2020)
Em janeiro de 2019 foi nomeado pela prefeita Teresa no cargo de Secretário Municipal de Educação e Cultura de Boa Vista, acumulando ainda função de vice-prefeito. Arthur Henrique permaneceu no cargo até junho do ano seguinte quando precisou se descompatibilizar de funções públicas para concorrer ao cargo de prefeito.

### Prefeito de Boa Vista (2021-atualidade)

#### Eleição municipal de 2020
Na eleição municipal de 2020 foi escolhido como candidato à sucessão de Teresa Surita no cargo de prefeito, sendo oficializado candidato pelo MDB juntamente com Edileusa Loz, também do MDB, candidata a vice em sua chapa, em 15 de setembro de 2020 numa convenção virtual, devido as medidas de isolamento social necessárias durante a pandemia do COVID-19.
Em 25 de outubro de 2020 sua candidata à Vice-prefeita e correligionária Edileusa Loz morre em decorrência de complicações da COVID-19, contraída durante a campanha. No dia 27 de outubro, dois dias após a morte de Edileusa o MDB de Boa Vista indicou Cássio Gomes para substitui-la no posto de vice da chapa encabeçada por Arthur. De acordo com o Tribunal Regional Eleitoral, o prazo para a substituição, poderia ocorrer até um dia antes das eleições.
Arthur e Cássio foram eleitos em segundo turno, alcançando a vitória com 116.792 votos, que representavam 85,36% do eleitorado total do pleito, a chapa vencedora derrotou o candidato do Solidariedade Ottaci, que terminou em segundo lugar, com 14,64% dos votos.

#### Iniciativas
Em 27 de novembro de 2023 lançou o programa "Boa Vista + Saúde", tendo como proposta chave a ampliação e qualificação dos serviços de saúde prestados à comunidade boa-vistense, reformulando as equipes da Atenção Primária à Saúde e ampliando a cobertura das 34 Unidades Básicas de Saúde (UBSs) do município.

#### Eleição municipal de 2024
Em 2024 concorreu à reeleição ao cargo de prefeito, mais uma vez pelo MDB, desta vez tendo o policial Marcelo Zeitoune (PL) como candidato à vice, uma vez que seu então vice, Cássio Gomes, havia trocado o MDB pelo Progressistas, rompendo completamente com seu grupo político apoiando sua principal adversária na eleição, a Deputada Estadual Catarina Guerra, candidata do UNIÃO.
No dia 1.º de agosto foi confirmado oficialmente candidato à reeleição pelo MDB, através da convenção realizada em Boa Vista, tendo recebido apoio da Federação PSDB Cidadania e do Democracia Cristã, além do Partido Liberal, agremiação de seu candidato à vice, Marcelo Zeitoune.
Arthur e Marcelo foram eleitos em primeiro turno, com 133.180 votos que representaram 75,18% do eleitorado do pleito realizado em 6 de outubro de 2024.

## Desempenho eleitoral
| Ano  | Eleição                | Cargo         | Partido                                                  | Partido | Coligação                                                                               | Titular/Vice                  | Votos para Arthur | Votos para Arthur | Votos para Arthur | Votos para Arthur | Resultado     | Ref    |
| Ano  | Eleição                | Cargo         | Partido                                                  | Partido | Coligação                                                                               | Titular/Vice                  | T.                | Total             | %                 | P.                | Resultado     | Ref    |
| ---- | ---------------------- | ------------- | -------------------------------------------------------- | ------- | --------------------------------------------------------------------------------------- | ----------------------------- | ----------------- | ----------------- | ----------------- | ----------------- | ------------- | ------ |
| 2016 | Municipal de Boa Vista | Vice-prefeito |                                                          | PSD     | Trabalhando Para Todos (PMDB, PSD, PSB, PR, Solidariedade, PPS, PSDC, PTdoB, PSL e PPL) | Titular: Teresa Surita (PMDB) | 1.º               | 121.148           | 79,39%            | 1.º               | Eleito        | [ 19 ] |
| 2020 | Municipal de Boa Vista | Prefeito      |                                                          | MDB     | O Trabalho Continua (MDB, Avante e PMB)                                                 | Vice: Cássio Gomes (MDB)      | 1.º               | 78.425            | 49,64%            | 1.º               | Segundo turno | [ 20 ] |
| 2020 | Municipal de Boa Vista | Prefeito      | 2.º                                                      | MDB     | O Trabalho Continua (MDB, Avante e PMB)                                                 | Vice: Cássio Gomes (MDB)      | 116.792           | 85,36%            | 1.º               | Eleito            | [ 2 ]         |        |
| 2024 | Municipal de Boa Vista | Prefeito      | Boa Vista para Todos (MDB, PL, Fed. PSDB Cidadania e DC) | MDB     | Vice: Marcelo Zeitoune (PL)                                                             | 1.º                           | 133.180           | 75,18%            | 1.º               | Eleito            | [ 21 ]        |        |